# دوري شباب أوروبا 2014–15
دوري شباب أوروبا 2015–15 هي النسخة الثانية من بطولة دوري شباب أوروبا والتي يشرف عليها الاتحاد الأوروبي لكرة القدم. كانت البطولة متاحة للاعبين الذين تتراوح أعمارهم 19 أو أقل.

## وصلات خارجية
- دوري شباب أوروبا (الموقع الرسمي)